# 鷲別站
鷲別站（日语：／ Washibetsu eki */?）是北海道旅客鐵道室蘭本線的一個鐵路車站，位於日本北海道登別市，車站編號為H31，現時為無人站，有特急列車「鈴蘭」及普通列車停靠，但「北斗」則全部通過。站名源自阿伊努語的「has-pet」（柴木的河）或「ciw-as-pet」（有波浪的河）。
車站剛好座落於登別市與室蘭市的交界，月台也是同時座落於兩市交界外，但由於站房位處登別市範圍，因此歸登別市。不過一出站房，旁邊整段鷲別站前通及其所屬的北海道道107號都是近乎全線座落在室蘭市範圍。視為室蘭市中心的延伸，車站附近人口較為密集，造就了每天的使用率都超過一千人，然而，因節省人手的原故，本站於2015年變為無人站。

## 站名由來
由所屬的町名而來—即位於車站東邊的鷲別川而來，但對於「鷲別」本身在阿伊努語中的意思，則有多種解釋，包括有「波浪、站立、河川」（chiw-as-pet）、「柴、眾多、河川」（ash-us-pet）等等。

## 車站結構

### 站房
現時使用中的為第三代站房，以混凝土所建成，是因應車站遷移時重新建立的。面積較小，但卻包涵了已停用的售票窗口、候車室、獨立式男、女洗手間及自動售賣機。開放式閘口裝有自動感應門，有人站時代為服務時間內使用，其餘時間改為人手開啟，無人化後，只有在平日早上的繁忙時段有由東室蘭站委派的站務員站崗時，自動感應門才會運作。

### 月台
設有側式月台2座，不設月台編號，通過閘口後即為往苫小牧站方向的月台，往東室蘭的月台則左轉至月台末端，再經過行人天橋連接。月台上設有半開放式有蓋候車亭。兩邊月台的有效長度原只有4輛，因應讓鈴蘭號列車可以停靠，2007年進行了改善工程，把月台長度增長至約105米，讓以5輛編成的鈴蘭號列車可以完全停靠。
| 月台     | 路線       | 方向 | 目的地                       |
| -------- | ---------- | ---- | ---------------------------- |
| 靠近站房 | ■ 室蘭本線 | 下行 | 登別、萩野、苫小牧、札幌方向 |
| 遠離站房 | ■ 室蘭本線 | 上行 | 東室蘭、室蘭方向             |

## 使用人數
資料取自登別市統計書，將全年總人數除以該年的日數而得出。由於2015年起為無人站，登別市統計書由該年度起不再提供車站使用人數更新。
| 年度     | 1日平均 乗車人員 | 出處  |
| -------- | ---------------- | ----- |
| 2011年   | 348              | [ 3 ] |
| 2012年   | 361              | [ 3 ] |
| 2013年   | 379              | [ 3 ] |
| 2014年   | 413              | [ 3 ] |
| 2015年起 | 欠奉             |       |

## 相鄰車站
北海道旅客鐵道
■室蘭本線
特急「北斗」
通過
特急「鈴蘭」、普通列車
東室蘭 (H32) - 鷲別 (H31) - 幌別 (H30)

## 外部連結
- JR北海道鷲別站網頁。（页面存档备份，存于）（日語）